# Leptopimpla baltazarae
Leptopimpla baltazarae är en stekelart som beskrevs av Setsuya Momoi 1971. Leptopimpla baltazarae ingår i släktet Leptopimpla och familjen brokparasitsteklar. Inga underarter finns listade i Catalogue of Life.